# 扎穆林齊
48°29′10″N 25°12′49″E / 48.48611°N 25.21361°E
扎穆林齊（烏克蘭語：Замулинці），是烏克蘭的村落，位於該國西部伊萬諾-弗蘭科夫斯克州，由科洛梅亞區負責管轄，始建於1604年，面積8平方公里，2001年人口978，人口密度每平方公里122.6人。